# زمین‌لرزه ژوئیه ۲۰۰۶ جاوه
زمین‌لرزه جاوه  در تاریخ ۱۷ ژوئیه ۲۰۰۶ میلادی، برابر با ‎۲۶ تیر ۱۳۸۵، ساعت ۸:۱۹:۲۸ به زمان یوتی‌سی در اندونزی ، منطقه جاوه رخ داد. ژرفای این زلزله ۲۴٫۳ کیلومتر بود، و بزرگی آن ۷٫۷ در مقیاس Mw اعلام شده‌است. زمین‌لرزه به وقت محلی در روز دوشنبه، ساعت ۱۵ روی داده و منطقه زمانی آن یوتی‌سی +۷ بوده‌است .
سازمان زمین‌شناسی آمریکا نیز رومرکز این زمین‌لرزه را در مختصات ۹°۱۵′۱۴″جنوبی ۱۰۷°۲۴′۴۰″شرقی / ۹٫۲۵۴°جنوبی ۱۰۷٫۴۱۱°شرقی و ژرفای آنرا در ۳۴ کیلومتر گزارش کرده‌است. بزرگی برگزیدهٔ این سازمان از میان بزرگیهای محاسبه‌شدهٔ مختلف ۷٫۷ در مقیاس Mw بوده و از دید اثر، در میان چهار دسته‌بندی «نامحسوس»، «محسوس»، «زیان‌آور» یا «با تلفات»، زلزله را «با تلفات» اعلام کرده‌است.دستکم ۸۳ ساختمان در زمین‌لرزه آسیب دیده و دستکم ۱۵۴۰ ساختمان خراب شده یا آسیب دیده‌است.سونامی نیز در این زلزله گزارش شده‌است.
پروژهٔ «تنسور گشتاور مرکزوار» زاویه‌های (راستا، شیب، ریک) گسل سازندهٔ زمین‌لرزه و صفحه عمود بر آنرا (°۲۹۰، °۱۰، °۱۰۲) یا (°۹۸، °۸۰، °۸۸) و نوع گسل را «معکوس» فرارسانده‌است.
لرزش کشته‌ای نداشته و تعداد زخمیان ۹۲۷۵ نفر برآورده شده‌است.